# Gymnogobius
Gymnogobius là một chi của họ cá Oxudercidae

## Các loài
Chi này hiện hành có các loài sau đây được ghi nhận:
- Gymnogobius breunigii (Steindachner, 1879)
- Gymnogobius castaneus (O'Shaughnessy, 1875) (Biringo)
- Gymnogobius cylindricus (Tomiyama, 1936)
- Gymnogobius heptacanthus (Hilgendorf, 1879)
- Gymnogobius isaza (S. Tanaka (I), 1916)
- Gymnogobius macrognathos (Bleeker, 1860)
- Gymnogobius mororanus (D. S. Jordan & Snyder, 1901)
- Gymnogobius nigrimembranis (H. W. Wu & Ki. Fu. Wang, 1931)
- Gymnogobius opperiens D. E. Stevenson, 2002
- Gymnogobius petschiliensis (Rendahl (de), 1924)
- Gymnogobius scrobiculatus (Takagi, 1957)
- Gymnogobius taranetzi (Pinchuk, 1978)
- Gymnogobius transversefasciatus (H. L. Wu & Z. M. Zhou, 1990)
- Gymnogobius uchidai (Takagi, 1957)
- Gymnogobius urotaenia (Hilgendorf, 1879)
- Gymnogobius zhoushanensis S. L. Zhao, H. L. Wu & J. S. Zhong, 2007